# Nonagria ossea
Nonagria ossea là một loài bướm đêm trong họ Noctuidae.